# Rivamonte Agordino
Rivamonte Agordino é uma comuna italiana da região do Vêneto, província de Belluno, com cerca de 688 habitantes. Estende-se por uma área de 23 km², tendo uma densidade populacional de 30 hab/km². Faz fronteira com Agordo, Gosaldo, La Valle Agordina, Sedico, Sospirolo, Voltago Agordino.

## Demografia
| Variação demográfica do município entre 1861 e 2011                               |
|                                                                                   |
| Fonte: Istituto Nazionale di Statistica (ISTAT) - Elaboração gráfica da Wikipedia |